# Jan Andersson (läkare)
Jan Andersson, född 1951 i Örgryte, är en svensk läkare och professor i medicin, med en forskningsinriktning som handlar om infektionssjukdomar.
Jan Andersson studerade medicin vid Karolinska Institutet där han 1978 avlade läkarexamen och 1985 blev medicine doktor på en doktorsavhandling om Epstein-Barr-virus. Han blev docent i infektionsmedicin 1987 och 1991 överläkare vid infektionsenheten vid Karolinska sjukhuset. 
År 1995 blev han universitetslektor i infektionsmedicin. Från den 1 december 1998 är han professor i infektionssjukdomar vid Karolinska Institutet. Hans forskargrupp har bland annat studerat produktion av cytokiner på cellnivå för att undersöka immunsvaret vid bland annat körtelfeber och HIV-infektion. Mellan 1 januari 2010 och 1 januari 2013 var han prorektor vid Karolinska Institutet. År 2013 utsågs han till forskningsdirektör i Stockholms läns landsting.
Jan Andersson var mellan 2008 och 2019 ledamot av Karolinska Institutets Nobelkommitté. 